# کاکتوس‌های کپه‌ای
کاکتوس‌های کُپه‌ای (نام علمی: Cumulopuntia) نام یک سرده از تیره کاکتوس است.